# Naceradim Mamude

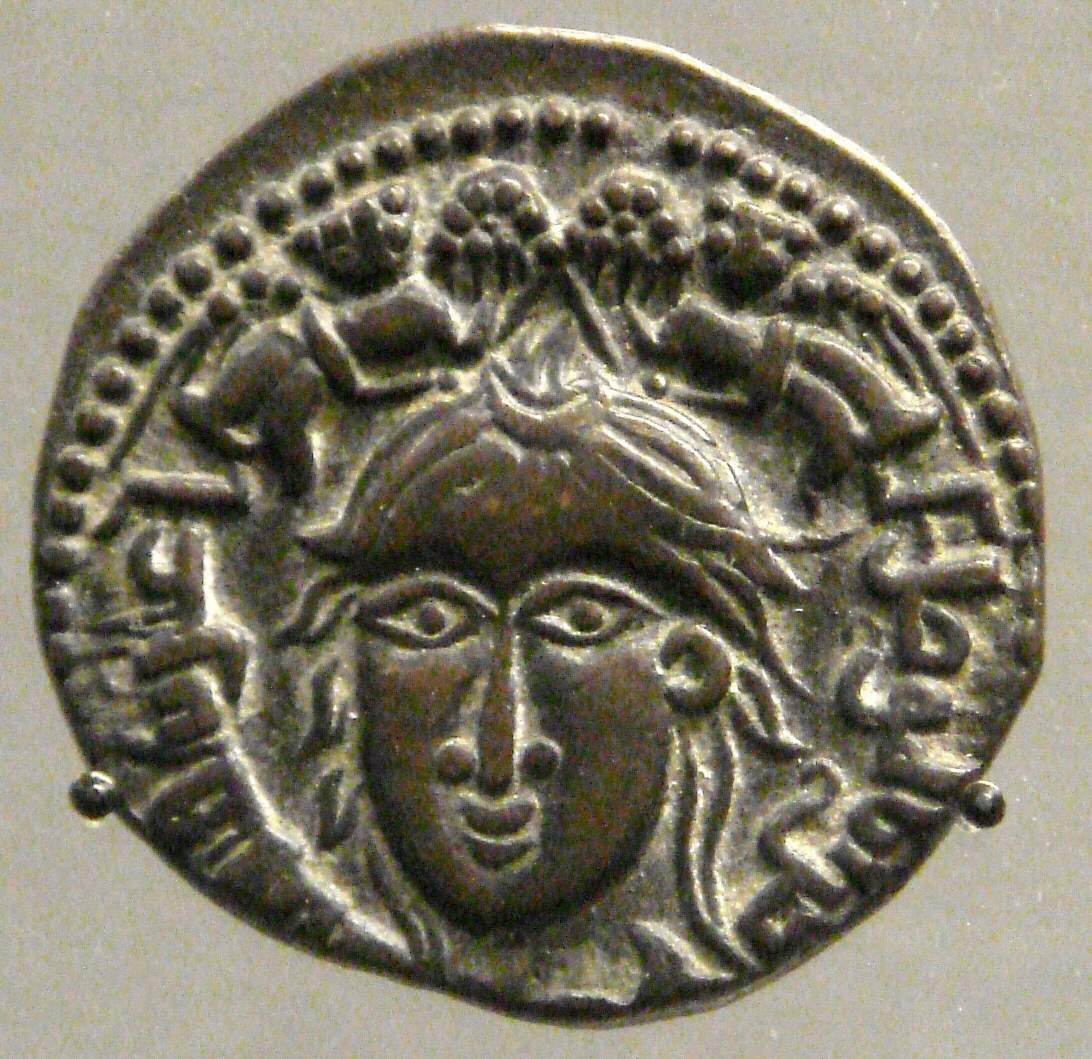
Moeda de Mahmud II, fabricada pela casa da moeda de Moçul, em 1223. Peça pertencente ao Museu Britânico

Naceradim ou Nassurdim Mamude (Nasir ad-Din Mahmud; m. 1234), também chamado Mamude II, foi emir de Moçul entre 1219 a 1234, tendo sido o sucessor de Noradine Arslã Xá II e o último governante da dinastia zênguida em Moçul. Historiadores contemporâneos afirmam que foi morto pelo atabegue Badradim Lulu, após a morte de seu avô materno, o emir de Erbil Muzafardim Goqueburi. Lulu então começou a governar Moçul por seus próprios méritos.